# Lachnomyrmex regularis
Lachnomyrmex regularis  (лат.) — вид муравьёв рода Lachnomyrmex из подсемейства Myrmicinae (Formicidae). Неотропика.

## Распространение
Южная Америка (Коста-Рика).

## Описание
Мелкого размера муравьи коричневого цвета (длина тела около 4 мм); брюшко темнее остального тела, а ноги светлее. Длина головы рабочих (HL) 0,82-0,90 мм, ширина головы (HW) 0,76-0,83 мм. Отличаются гладким и блестящим дорзумом постпетиоля (на нём лишь 4 длинных волоска), отсутствием длинных волосков на первом тергите брюшка. Стебелёк между грудкой и брюшком состоит из двух узловидных члеников (петиоль и постпетиоль). Сходен с видом Lachnomyrmex haskinsi.
Вид был впервые описан в 2008 году американскими мирмекологами Роберто Ф. Брандао (Brandao, Carlos R. F.) и Родриго М. Фейтоза (Feitosa, Rodrigo M.) в ходе ревизии рода.

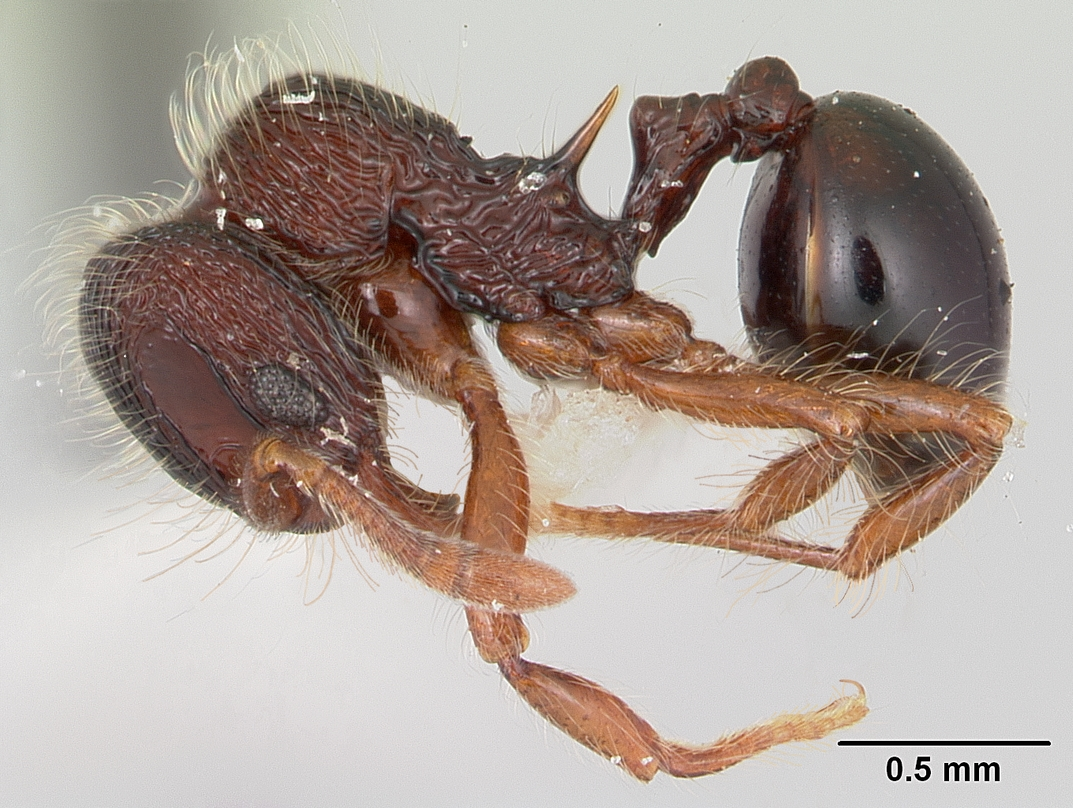
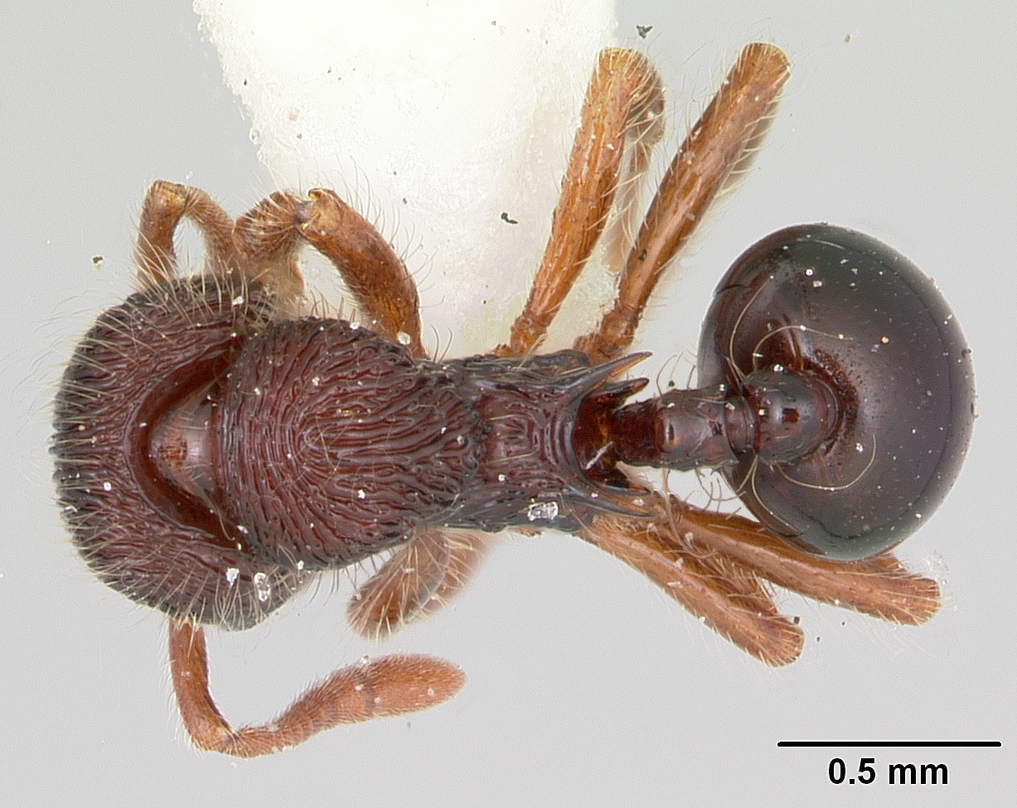